# ガンバランスdeダンス
- プリキュアシリーズ
  - ふたりはプリキュア Splash Star > ガンバランスdeダンス
  - Yes!プリキュア5 > ガンバランスdeダンス
  - Yes!プリキュア5GoGo! > ガンバランスdeダンス

『ガンバランスdeダンス』は、東映アニメーション製作のテレビアニメ『ふたりはプリキュア Splash Star』『Yes!プリキュア5』『Yes!プリキュア5GoGo!』で使用されたエンディング主題歌。

## 概要
作詞を青木久美子、作曲を小杉保夫が手がけた楽曲で、各作品の後期エンディングテーマとして使用された。3シリーズに渡って使用されているのはこの曲だけである。
エンディングアニメーションではテンポの良いリズムに乗って登場キャラクターが踊っている。

## シングル
いずれも発売元はマーベラスエンターテイメント。

### ガンバランスdeダンス
『ふたりはプリキュア Splash Star』後期エンディングテーマ。歌唱は前シリーズ『ふたりはプリキュア』『ふたりはプリキュア Max Heart』の主題歌や本作前期エンディングテーマを担当している五條真由美が担当し、コーラスに作中に出る妖精のフラッピ（山口勝平）とチョッピ（松来未祐）が参加している。カップリング曲は五條に加え、オープニングテーマ担当歌手のうちやえゆか、主演声優の樹元オリエと榎本温子による楽曲を収録。

#### 収録曲
1. ガンバランスdeダンス [3:57]
歌：五條真由美 with フラッピ&チョッピーズ
作詞：青木久美子、作曲：小杉保夫、編曲：家原正樹
テレビアニメ『ふたりはプリキュア Splash Star』後期エンディングテーマ
2. Pa!っとハレバレじゃん♪ [3:39]
歌：樹元オリエ（咲）・榎本温子（舞）・うちやえゆか・五條真由美
作詞：青木久美子、作曲：高取ヒデアキ、編曲：籠島裕昌・川瀬智
3. ガンバランスdeダンス （オリジナルカラオケ）
4. Pa!っとハレバレじゃん♪ （オリジナルカラオケ）

### ガンバランスdeダンス〜夢みる奇跡たち〜
『Yes!プリキュア5』後期エンディングテーマ。歌唱は前期エンディングテーマを担当している宮本佳那子が担当し、コーラスにプリキュア役の5人の声優が参加している。カップリング曲は、オープニングテーマ担当歌手の工藤真由による楽曲を収録。

#### 収録曲
1. ガンバランスdeダンス〜夢みる奇跡たち〜 [3:57]
歌：宮本佳那子、コーラス：ぷりきゅあ5（三瓶由布子・竹内順子・伊瀬茉莉也・永野愛・前田愛）
作詞：青木久美子、作曲：小杉保夫、編曲：多田三洋
テレビアニメ『Yes!プリキュア5』後期エンディングテーマ
2. 笑ったら最強!! [3:54]
歌：工藤真由
作詞：青木久美子、作曲：間瀬公司、編曲：神津裕之
3. ガンバランスdeダンス〜夢みる奇跡たち〜 （オリジナルカラオケ）
4. 笑ったら最強!! （オリジナルカラオケ）

### ガンバランスdeダンス〜希望のリレー〜
『Yes!プリキュア5GoGo!』後期エンディングテーマ。歌唱は本作までの歴代主題歌担当歌手である五條真由美、うちやえゆか、工藤真由、宮本佳那子の4人によるユニット「キュア・カルテット」が担当。カップリング曲はプリキュアシリーズ5周年記念ソングとして製作されている。

#### 収録曲
（全作詞：青木久美子、作曲：小杉保夫、編曲：籠島裕昌）
1. ガンバランスdeダンス〜希望のリレー〜
歌：キュア・カルテット
テレビアニメ『Yes!プリキュア5GoGo!』後期エンディングテーマ
ABCラジオ『吉田仁美のプリキュアラジオ キュアキュア♡プリティ』2014年8月エンディングテーマ
2. プリキュアモードにSWITCH ON!
歌：キュア・カルテット
3. ガンバランスdeダンス〜希望のリレー〜（オリジナルカラオケ）
4. プリキュアモードにSWITCH ON! （オリジナルカラオケ）

## その他
- 『映画 ふたりはプリキュア Splash Star チクタク危機一髪!』のエンディングテーマでは日向咲（樹元オリエ）と美翔舞（榎本温子）による「ガンバランスdeダンス 〜咲&舞version〜」が使用されている。作中で咲と舞がのど自慢大会で歌うための曲という設定となっている。この「ガンバランスdeダンス 〜咲&舞version〜」は、プリキュア映画主題歌コレクションにも掲載されている。また、よにんでSUPER☆TEUCHI☆LIVEで歌われる時も、こちらのバージョンが使われる場合が多い。
- 2011年2月よりマーベラスエンターテイメントのCD販売委託先が従来のジェネオン・ユニバーサル・エンターテイメントジャパンからソニー・ミュージックディストリビューションに変更になったのに伴い、主題歌CDが再発売されており、本曲もそれぞれのCDに3曲目として追加収録されている。